# TBC Bank
El TBC Bank (en georgiano: თი-ბი-სი ბანკი, romanizado: Ti-bi-si Bank'ien) es el mayor banco comercial de la República de Georgia. El banco fue fundado en 1992, y dentro de una década se convirtió en el banco más grande en Georgia, manteniéndose hasta el día de hoy con el 27% de los activos de actividades bancarias del país y el 30% de los depósitos bancarios. El desempeño excepcional del TBC Bank reflejan un crecimiento superior en el rubro, un incremento fuerte en el negocio de préstamos, una mejora en el ambiente operacional y una base de fondos bien diversificada.
TBC Bank es el único banco en Georgia con Premio al Mejor Banco de Georgia que otorga el Financial Times en 2002, 2003, 2004 y 2005.